# Зораптери
Зораптерите (Zorotypus) са род насекоми, единствен в семейство Zorotypidae и разред Zoraptera.
Включва 39 съвременни вида дребни насекоми с дължина до 3 милиметра, които силно наподобяват термитите по външен вид и начин на живот. Разпространени са главно в тропическите области, като най-често образуват малки колонии под гниещи дървета и се хранят със спори и детрит от гъби.

## Видове
Разред Zoraptera
- Семейство Zorotypidae
  - Род Zorotypus – Зораптери
    - Zorotypus absonus
    - Zorotypus acanthothorax
    - Zorotypus amazonensis
    - Zorotypus barberi
    - Zorotypus brasiliensis
    - Zorotypus buxtoni
    - Zorotypus caudelli
    - Zorotypus caxiuana
    - Zorotypus cervicornis
    - Zorotypus ceylonicus
    - Zorotypus congensis
    - Zorotypus cramptoni
    - Zorotypus cretatus
    - Zorotypus delamarei
    - Zorotypus goeleti
    - Zorotypus guineensis
    - Zorotypus gurneyi
    - Zorotypus hamiltoni
    - Zorotypus hubbardi
    - Zorotypus hudae
    - Zorotypus huxleyi
    - Zorotypus impolitus
    - Zorotypus javanicus
    - Zorotypus juninensis
    - Zorotypus lawrencei
    - Zorotypus leleupi
    - Zorotypus longicercatus
    - Zorotypus magnicaudelli
    - Zorotypus manni
    - Zorotypus medoensis
    - Zorotypus mexicanus
    - Zorotypus mnemosyne
    - Zorotypus nascimbenei
    - Zorotypus neotropicus
    - Zorotypus newi
    - Zorotypus novobritannicus
    - Zorotypus palaeus
    - Zorotypus philippinensis
    - Zorotypus sechellensis
    - Zorotypus shannoni
    - Zorotypus silvestrii
    - Zorotypus sinensis
    - Zorotypus snyderi
    - Zorotypus swezeyi
    - Zorotypus vinsoni
    - Zorotypus weidneri
    - Zorotypus zimmermani